# 森氏黑鰭鰁
森氏黑鰭鰁（学名：Sarcocheilichthys nigripinnis morii）为輻鰭魚綱鯉形目鲤科的其中一種，分布於亞洲朝鮮半島，為特有種，體長可達16公分。

## 扩展阅读
維基物種上的相關：森氏黑鰭鰁